# Danny Trejo
Daniel "Danny" Trejo, född 16 maj 1944 i Echo Park i Los Angeles, Kalifornien, är en amerikansk skådespelare och boxare. Han är tremänning till regissören Robert Rodríguez och har haft roller i flera av dennes filmer.
Trejo växte upp i kriminella gäng på gatorna, och blev tidigt drogberoende, vilket ledde till att han åkte ut och in på fängelser, redan från tonåren. När han satt på San Quentin började han ägna sig åt boxning och blev så småningom professionell boxare. Han tog också del av ett tolvstegsprogram för drogberoende och under ett av dessa tolvstegsmöten blev han bekant med en ung man inom filmen som hjälpte honom till en roll i filmen Runaway Train, vilket blev inledningen till hans filmkarriär.

## Filmografi (urval)
| År        | Titel                                  | Info            |
| --------- | -------------------------------------- | --------------- |
| 1985      | Runaway Train                          |                 |
| 1987      | Death Wish 4: The Crackdown            |                 |
| 1989      | Kinjite: Forbidden Subjects            |                 |
| 1990      | Dödsmärkt                              |                 |
| 1991      | Baywatch                               | TV-serie        |
| 1993      | Blood In Blood Out                     |                 |
| 1995      | Desperado                              |                 |
| 1995      | Heat                                   |                 |
| 1996      | From Dusk Till Dawn                    |                 |
| 1997      | Räddningen                             |                 |
| 1997      | Anaconda                               |                 |
| 1997      | Con Air                                |                 |
| 1998      | The Replacement Killers                |                 |
| 1998      | Sex dagar sju nätter                   |                 |
| 1999      | From Dusk Till Dawn 2                  |                 |
| 2000      | From Dusk Till Dawn 3                  |                 |
| 2000      | Dubbelspel                             |                 |
| 2001      | Spy Kids                               |                 |
| 2002      | Spy Kids 2 - De förlorade drömmarnas ö |                 |
| 2002      | xXx                                    |                 |
| 2002      | Grand Theft Auto: Vice City            | Röst i dataspel |
| 2003      | Spy Kids 3-D: Game Over                |                 |
| 2003      | Once Upon a Time in Mexico             |                 |
| 2004      | Anchorman                              |                 |
| 2004      | Def Jam: Fight for NY                  | Röst i dataspel |
| 2005      | The George Lopez Show                  | TV-serie        |
| 2005      | The Devil's Rejects                    |                 |
| 2006      | Sherrybaby                             |                 |
| 2006      | Grand Theft Auto: Vice City Stories    | Röst i dataspel |
| 2007      | Stargate Atlantis                      | TV-serie        |
| 2007      | Grindhouse                             |                 |
| 2007      | Halloween                              |                 |
| 2008      | The Young and the Restless             | TV-serie        |
| 2009      | Fanboys                                |                 |
| 2009      | Modus Operandi                         |                 |
| 2010      | Breaking Bad                           | TV-serie        |
| 2010      | Fallout: New Vegas                     | Röst i dataspel |
| 2010      | Machete                                |                 |
| 2010      | Predators                              |                 |
| 2011      | Call of Duty: Black Ops                | Röst i dataspel |
| 2011      | Death Race 2                           |                 |
| 2011      | A Very Harold & Kumar 3D Christmas     |                 |
| 2011-2012 | Sons of Anarchy                        | TV-serie        |
| 2012      | Bad Ass                                |                 |
| 2013      | Death Race 3: Inferno                  |                 |
| 2013      | Machete Kills                          |                 |
| 2014      | Bad Asses                              |                 |
| 2014      | Muppets Most Wanted                    |                 |
| 2014      | Manolos magiska resa                   | Röst            |
| 2014      | Strike One                             |                 |
| Reach Me  |                                        |                 |
| 2015      | Bad Assses on the Bayou                |                 |
| 2015      | From Dusk Till Dawn: The Series        |                 |
| 2016      | Cyborg X                               |                 |
| 2017      | Brooklyn Nine-Nine                     | TV-serie        |